# ロパートカ岬
ロパートカ岬（ロパートカみさき、ロシア語: Мыс Лопатка、英語: Cape Lopatka）は、カムチャツカ半島最南端の岬。ロパトカ岬、ロパッカ岬とも表記されることもある。

## 地理
ロパートカ岬の西側の海がオホーツク海、東側の海が太平洋である。幅11キロメートルの占守海峡を挟んで千島列島最東端の占守島と対峙している。
地形は低地ツンドラである。
岬には国境検問所と気象観測所がある。以前に集落が建てられたことがあるものの、現在は放棄されている。
また、ロパートカ岬はアイヌ民族の居住地としては最北端の地域とされることもある。 かつては千島アイヌ（カムチャツカ半島に居住する者はカムチャツカ・アイヌとも呼ばれた）が生活を営んでいた。
行政区画ではロシア連邦の極東連邦管区に属するカムチャツカ地方内となる。また、ロパートカ岬はカムチャッカ半島の南端全体とその海岸とともに、連邦国立自然保護区「ユジノ・カムチャツキー」の一部でもある。岬の浅い沿岸水域は、ラッコの生息地になる褐藻の広大な生息地で覆われており、渡りのピーク時には最大11万羽の鳥が通過する。

## 歴史
17世紀にロシア帝国がカムチャツカ半島の領有を宣言して以来、ロパートカ岬はロシア帝国、及びその後継国家であるソビエト連邦（ソ連）やロシア連邦が領有している。樺太・千島交換条約（1875年）において、本岬と占守島との間の占守海峡に日本（大日本帝国）とロシアとの国境線が引かれ、1945年に第二次世界大戦で日本がソ連に降伏するまで維持された。降伏に先立つ同年8月には、第二次世界大戦の末期の戦闘として占守島の戦いが行われ、本岬に設置された赤軍（後のソ連軍）の砲台4門から占守島の日本軍守備隊に向けて海峡越え砲撃が実行された。その際に日本側が占守島四嶺山に1門だけ配置した砲台からの反撃を受け、4門とも制圧されている。
1737年にマグニチュード9.0～9.3の地震により、高さ64メートルの津波がカムチャツカ半島を襲い、ロパートカ岬で史上最大の津波を記録した 。

## 気候
ケッペンの気候区分では亜寒帯気候（Dfc）に属する。
緯度的には温帯であるにもかかわらず、アリューシャン低気圧の西側を流れる強力な親潮の影響で、ロパートカ岬は寒く非常に湿潤な極地気候となっており、亜寒帯（ケッペンのDfc/ET）に極めて近い気候である。8月の平均気温は9.9°C（49.8°F）で、亜寒帯気候の条件にかろうじて適合するが、低地では緯度約20°、つまり2,200キロメートル（1,370マイル）北でのみ予想される気温である。しかし、典型的な極地気候と異なり、冬は中程度の厳しさで、年間平均気温が約2.0°C（35.6°F）であるため永久凍土はなく、気温が−21.0°C（−6 °F）を下回ったことはない。しかし、強風のため体感気温は極めて低い。夏の天気は穏やかだが非常に曇天であることが多く、年間日照時間は 1,050 時間ほどで、レイキャヴィークや極度に霧の多い四川盆地と同程度である。実際、9月と 10月という最も雨の多い月に日照時間が最も多く、この時期には大雨が低層の霧を取り去るが、晴れの日は年間を通して極めて稀である。2019 年現在、このため気温が 20 °C (68 °F) を超える日は観測史上未だに存在しない。
| ロパートカ岬の気候        | ロパートカ岬の気候 | ロパートカ岬の気候 | ロパートカ岬の気候 | ロパートカ岬の気候 | ロパートカ岬の気候 | ロパートカ岬の気候 | ロパートカ岬の気候 | ロパートカ岬の気候 | ロパートカ岬の気候 | ロパートカ岬の気候 | ロパートカ岬の気候 | ロパートカ岬の気候 | ロパートカ岬の気候 |
| 月                        | 1月                | 2月                | 3月                | 4月                | 5月                | 6月                | 7月                | 8月                | 9月                | 10月               | 11月               | 12月               | 年                 |
| ------------------------- | ------------------ | ------------------ | ------------------ | ------------------ | ------------------ | ------------------ | ------------------ | ------------------ | ------------------ | ------------------ | ------------------ | ------------------ | ------------------ |
| 最高気温記録 °C （°F）    | 4.3 (39.7)         | 9.2 (48.6)         | 5.0 (41)           | 10.5 (50.9)        | 13.5 (56.3)        | 16.6 (61.9)        | 18.5 (65.3)        | 17.8 (64)          | 17.8 (64)          | 16.1 (61)          | 10.4 (50.7)        | 7.2 (45)           | 18.5 (65.3)        |
| 平均最高気温 °C （°F）    | −2.4 (27.7)        | −3.2 (26.2)        | −1.8 (28.8)        | 0.2 (32.4)         | 3.3 (37.9)         | 7.0 (44.6)         | 10.2 (50.4)        | 11.9 (53.4)        | 11.1 (52)          | 7.5 (45.5)         | 2.5 (36.5)         | −1.1 (30)          | 3.77 (38.78)       |
| 日平均気温 °C （°F）      | −3.9 (25)          | −4.7 (23.5)        | −3.3 (26.1)        | −0.9 (30.4)        | 2.0 (35.6)         | 5.4 (41.7)         | 8.6 (47.5)         | 10.2 (50.4)        | 9.4 (48.9)         | 5.9 (42.6)         | 0.8 (33.4)         | −2.7 (27.1)        | 2.23 (36.02)       |
| 平均最低気温 °C （°F）    | −5.5 (22.1)        | −6.1 (21)          | −4.7 (23.5)        | −2.1 (28.2)        | 0.5 (32.9)         | 3.7 (38.7)         | 6.9 (44.4)         | 8.6 (47.5)         | 7.7 (45.9)         | 4.2 (39.6)         | −0.8 (30.6)        | −4.1 (24.6)        | 0.69 (33.25)       |
| 最低気温記録 °C （°F）    | −21.0 (−5.8)       | −18.7 (−1.7)       | −17.3 (0.9)        | −10.0 (14)         | −5.0 (23)          | −1.3 (29.7)        | 1.0 (33.8)         | 3.5 (38.3)         | 2.3 (36.1)         | −2.8 (27)          | −8.9 (16)          | −13.2 (8.2)        | −21 (−5.8)         |
| 降水量 mm （inch）        | 48.8 (1.921)       | 41.2 (1.622)       | 49.6 (1.953)       | 37.5 (1.476)       | 43.7 (1.72)        | 53.5 (2.106)       | 80.7 (3.177)       | 94.7 (3.728)       | 93.7 (3.689)       | 101.6 (4)          | 82.8 (3.26)        | 58.7 (2.311)       | 780.6 (30.732)     |
| 平均降水日数 （≥1.0 mm）  | 10.41              | 8.08               | 9.83               | 8.39               | 7.66               | 7.79               | 9.42               | 9.68               | 10.05              | 13.08              | 12.74              | 12.12              | 119.00             |
| 平均月間日照時間          | 65                 | 83                 | 122                | 112                | 87                 | 72                 | 61                 | 86                 | 131                | 115                | 66                 | 52                 | 1,052              |
| 出典1：Météo climat stats |                    |                    |                    |                    |                    |                    |                    |                    |                    |                    |                    |                    |                    |
| 出典2：Météo Climat       |                    |                    |                    |                    |                    |                    |                    |                    |                    |                    |                    |                    |                    |